# Berlinische Monatsschrift

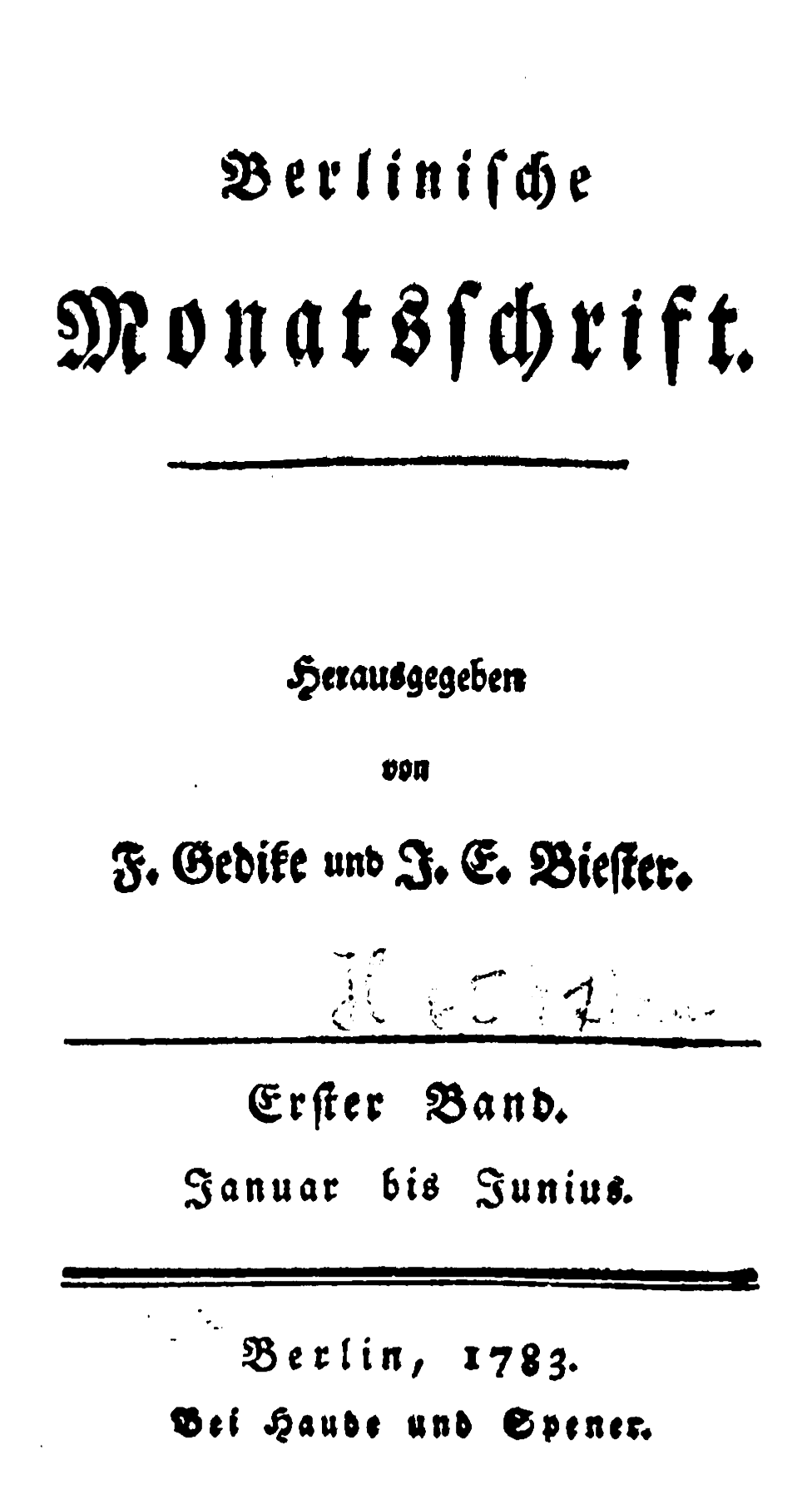
Berlinische Monatsschrift

Berlinische Monatsschrift – niemieckie pismo naukowe propagujące idee Oświecenia. Wychodziło w latach 1783–1796 w Berlinie. Jego wydawcami byli Johann Erich Biester i Friedrich Gedicke. Do idei pisma nawiązywały późniejsze: Berlinische Blätter (1797-1798) i  Neue Berlinische Monatsschrift (1799-1811).  Wydawcą NBM był Friedrich Nicolai. 

## Literatura przedmiotu
- Berlinische Monatsschrift. Hrsg. von Gedike und Biester. Haude und Spener, Berlin 1.1783 - (ab 1791 von Biester allein)  28.1796.
  - Berlinische Monatsschrift (1783-1796). Auswahl, herausgegeben von Friedrich Gedike und Johann Erich Biester mit einer Studie von Peter Weber. Reclam, Leipzig 1986 (auszugsweise Repr.).
  - Was ist Aufklärung? Beiträge aus der Berlinischen Monatsschrift. Herausgegeben von Norbert Hinske. Wissenschaftliche Buchgemeinschaft, Darmstadt 1973, 41990 (auszugsweise Repr.).   ISBN 3-534-04564-5
- "Berlinische Blätter" (1797-1798)
- Neue Berlinische Monatsschrift. Hrsg. von Biester. Nicolai, Berlin-Stettin 1.1799 - 26.1811.
- Berlinische Monatsschrift (Luisenstadt). Hrsg. v. Vorstand des Luisenstädtischen Bildungsvereins e.V.  Kultur- u. Verl.-Ges. d. Luisenstädt. Bildungsvereins, Berlin 1.1992 - 2.1993,6, 2.1993,7 - 10.2001,7 ISSN 0944-5560